# Hans Jakob Christoffel von Grimmelshausen

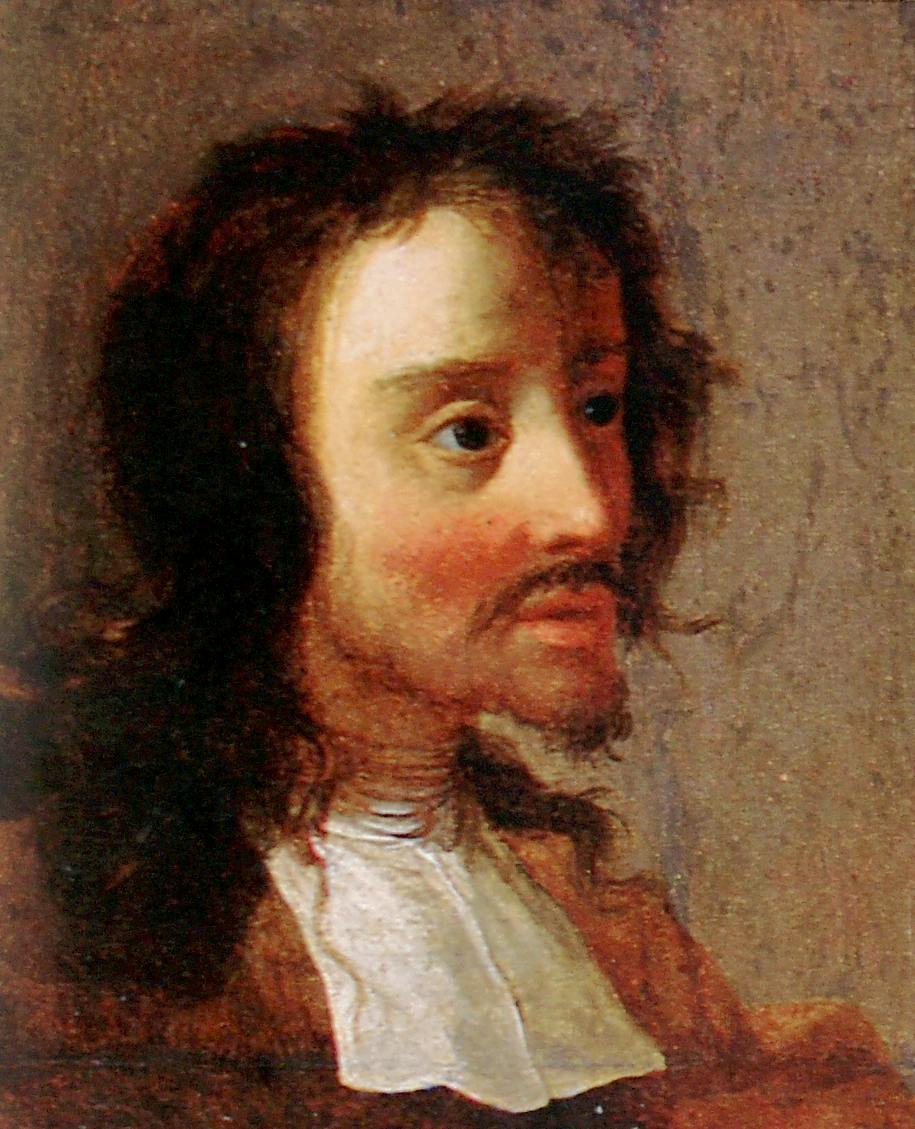
Hans Jakob Christoffel von Grimmelshausen (Bild von 1641, Authentizität nicht geklärt)

Hans Jakob Christoffel von Grimmelshausen (* um 1622 in Gelnhausen; † 17. August 1676 in Renchen, Hochstift Straßburg) war ein deutscher Schriftsteller. Sein Hauptwerk Der abenteuerliche Simplicissimus Teutsch erschien 1668/69.

## Leben

### Herkunft
Hans Jakob Christoffel von Grimmelshausen stammte aus einer verarmten Uradelsfamilie, die aus dem thüringischen Dorf Grimmelshausen an der Werra kam und sich im 16. Jahrhundert in Gelnhausen angesiedelt hatte. Gelnhausen war damals eine protestantische Freie Reichsstadt (im Kinzigtal im heutigen Bundesland Hessen), war vom Reich aber je zur ideellen Hälfte an die Kurpfalz und die Grafschaft Hanau-Münzenberg verpfändet. Grimmelshausens Großvater, ein Bäcker und Gastwirt, legte seinen Adelstitel 1592 ab, da ein bürgerlicher Erwerbsberuf (wie Handwerker oder Kaufmann) für Adlige den Standesverlust nach sich zog.

### Jugend

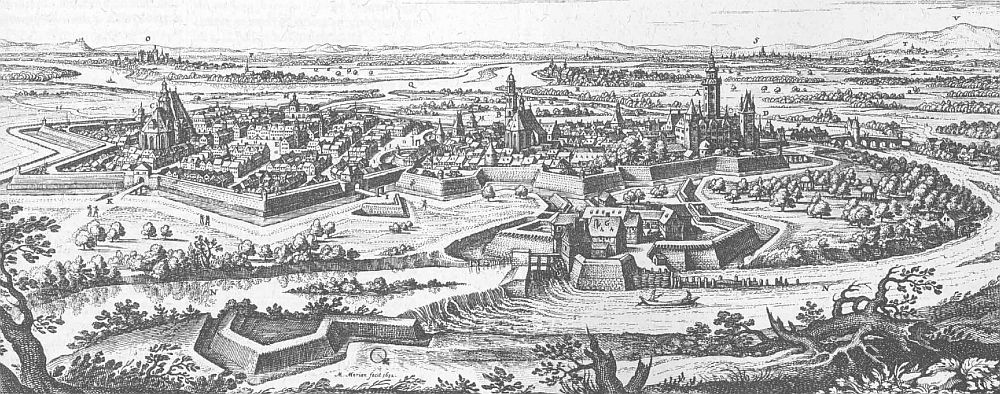
Die Festung Hanau – Auszug aus der Topographia Hassiae

Für Christoffels erste zwanzig Lebensjahre gibt es keine eindeutigen dokumentarischen Belege. Sein Vater Johann Christoph starb, als Christoffel vier oder fünf Jahre alt war. Die Witwe heiratete bald darauf nochmals und zog zu ihrem zweiten Ehemann nach Frankfurt am Main. Ihr Sohn blieb in Gelnhausen zurück, wuchs bei seinem Großvater auf und besuchte die örtliche Lateinschule. Im September 1634 erreichte der Dreißigjährige Krieg (1618–1648) die Stadt. Sie wurde von den kaiserlichen Truppen der römisch-katholischen Partei eingenommen und verwüstet, das Gleiche wiederholte sich im Januar 1635. Ein Großteil der Einwohner, darunter sehr wahrscheinlich auch Grimmelshausen, floh in die nahe gelegene Festung Hanau, die von General Jakob von Ramsay und schwedisch-lutherischem Militär gehalten wurde.

### Militärzeit

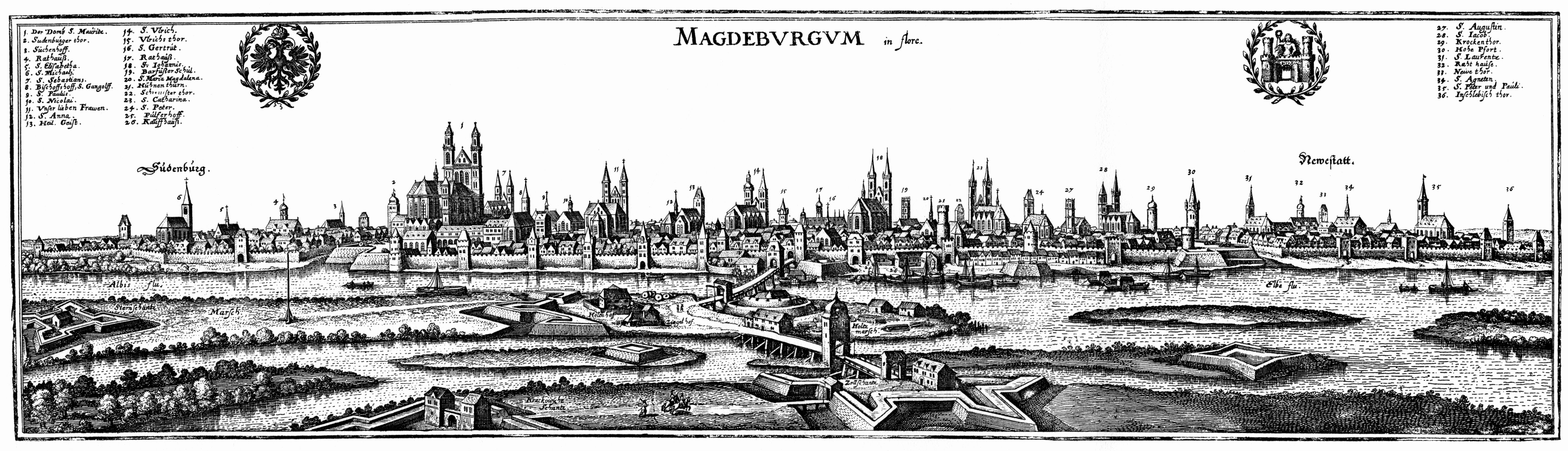
Magdeburg um 1650 (Matthäus Merian)

Es gibt Anhaltspunkte dafür, dass Grimmelshausen im Sommer 1631 als Trossjunge an der Belagerung Magdeburgs beteiligt war und 1637 in Westfalen einem kaiserlichen Dragonerregiment angehörte, wegen seiner Jugend aber noch nicht als regulärer Soldat. 1639, nun 17 oder 18 Jahre alt, war er aktiver Kämpfer im Regiment des kaiserlichen Obristen Hans Reinhard von Schauenburg. Dort stieg er zum Schreiber in der Regimentskanzlei auf, seit 1644 gibt es Schriftstücke von seiner Hand. 1648 diente er als Kanzleisekretär im Regiment des Obristen Johann Burkard von Elter in Wasserburg am Inn. Im Juli 1649 beendete er in Vilshofen in der Oberpfalz seinen Kriegsdienst.

### Zivilleben
Offenbar um diese Zeit trat Grimmelshausen zum katholischen Glauben über, jedenfalls wurde seine Heirat am 30. August 1649 in Offenburg nach katholischem Ritus vollzogen. Die Braut hieß Catharina Henninger und war die Tochter eines Regimentswachtmeisters. In der Heiratsurkunde fand das vom Großvater abgelegte Adelsprädikat „von“ in Verbindung mit „Grimmelshausen“ wieder Verwendung. Nach der Hochzeit zogen beide nach Gaisbach im Renchtal – heute ein Ortsteil von Oberkirch in Baden-Württemberg –, wo Grimmelshausen von 1649 bis 1661 als Guts- und Burgverwalter („Schaffner“) der Grafen von Schauenburg arbeitete. In seine Zeit dort fällt der Ausbau von Schloss Gaisbach, für den Steine der Burg Schauenburg genutzt wurden. Zusätzlich betrieb er von 1656 bis 1658 im Schaffnerhaus in Gaisbach die Gastwirtschaft „Zum Silbernen Stern“. Von 1662 bis 1665 war er Burgvogt auf der benachbarten Ullenburg, die sich im Besitz des Straßburger Arztes Johannes Küffer d. J. (1614–1675) befand. Nach einem weiteren Versuch als Gastwirt trat er 1667 als Schultheiß von Renchen in den Dienst des Fürstbischofs von Straßburg, Franz Egon von Fürstenberg, zu dessen Territorium diese Gemeinde gehörte. Damit war er für die Niedere Gerichtsbarkeit vor Ort zuständig, für das Eintreiben von Steuern und Abgaben und für das Einhalten der öffentlichen Ordnung.

### Lebensende
1673 eröffnete der französische König Ludwig XIV., unterstützt von Grimmelshausens Dienstherrn, dem Bischof von Straßburg, im Niederländisch-Französischen Krieg am Oberrhein einen neuen Kriegsschauplatz gegen die kaiserlichen Truppen. Von den schweren Belastungen für Land und Leute waren auch Renchen und seine Umgebung betroffen. Grimmelshausen leistete offenbar noch einmal Kriegsdienst. Über seinen Tod am 17. August 1676 ist im Renchener Kirchenbuch vermerkt: „Es verstarb im Herrn der ehrbare Johannes Christophorus von Grimmelshausen, ein Mann von großem Geist und hoher Bildung, Schultheiß dieses Ortes, und obgleich er wegen der Kriegswirren Militärdienst leistete und seine Kinder in alle Richtungen verstreut waren, kamen aus diesem Anlass doch alle hier zusammen, und so starb der Vater, vom Sakrament der Eucharistie fromm gestärkt, und wurde begraben. Möge seine Seele in heiligem Frieden ruhen.“ Grimmelshausens Frau Catharina, mit der er zehn Kinder hatte, starb am 23. März 1683.

## Werke
Ungeklärt bleibt, wann genau Grimmelshausen seine Tätigkeit als Schriftsteller begann. Einen Hinweis liefert die Tatsache, dass alle Werke Grimmelshausens in seinen letzten zehn Lebensjahren erschienen, also seit 1666. Zahlreiche Schriftstücke, die er als Regimentsschreiber und als Burgverwalter anfertigte, sind erhalten, jedoch weder Manuskripte noch Tagebücher oder Briefe über seine schriftstellerischen Aktivitäten oder sein Privatleben. Mit nur drei Ausnahmen brachte er seine Bücher unter Pseudonymen heraus. Dabei verwendete er mit Vorliebe Anagramme, die er aus seinem Namen bildete, verkürzt um die Bestandteile „Hans“ und „Jakob“: „Melchior Sternfels von Fuchshaim“, „Simon Leugfrisch von Hartenfels“, „Michael Rechulin von Sehmsdorff“, „Samuel Greifnson von Hirschfeld“, „German Schleifheim von Sulsfort“, „Israel Fromschmidt von Hugenfelß“, „Erich Stainfels von Grufensholm“, „Philarchus Grossus von Trommenheim“. Erst 1837, gut 150 Jahre nach Grimmelshausens Tod, gelang es Hermann Kurz, diese anagrammatischen Pseudonyme aufzulösen und auf den realen Autor Grimmelshausen zurückzuführen. Insbesondere für die Rezeptionsgeschichte der Werke Grimmelshausens ist es daher von Bedeutung, dass sich die Werkeinheit unter dem Autornamen Grimmelshausen erst einer nachträglichen „Dechiffrierung“ verdankt. Dem zeitgenössischen Blick bietet sich demgegenüber lediglich eine heterogene Menge pseudonym veröffentlichter Schriften, die durch fiktive Autorschaftsentwürfe miteinander verbunden sind.

### Der „Simplicissimus Teutsch“

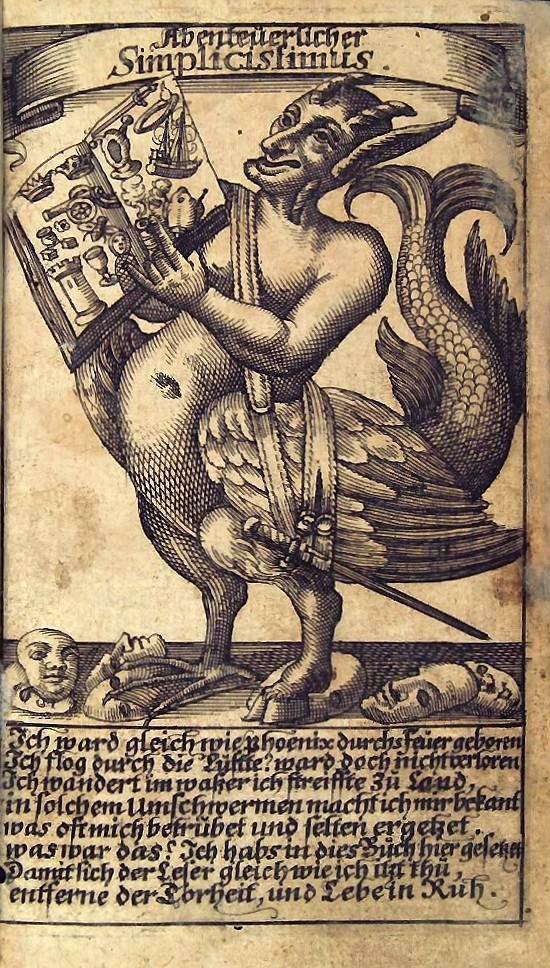
Frontispiz der Erstausgabe, 1669

Grimmelshausens Hauptwerk Der abenteuerliche Simplicissimus Teutsch, erschienen 1668/69, ist ein barocker Roman von vitaler Vielseitigkeit. Der Autor zeichnet hier ein detailreiches Bild des Dreißigjährigen Krieges sowie der verwilderten deutschen Gesellschaft nach dem Krieg. Frühere Vertreter von Literaturkritik und -wissenschaft sahen die Bedeutung des Werkes entweder in der Schilderung persönlicher Erlebnisse oder in der „Fülle echter Stimmung“. Derartige Bewertungen ließen außer Acht, dass Grimmelshausen spielerisch Versatzstücke aus der klassischen Literatur der Antike sowie aus der Gattung des spanischen und französischen Schelmenromans nutzte; Mateo Alemáns Guzmán de Alfarache (deutsch 1615) und Charles Sorels Francion (deutsch 1662) sind hier besonders zu nennen. Außerdem hat der überaus belesene Autor eine erstaunlich große Anzahl weiterer Vorlagen aus unterschiedlichen Wissensgebieten seiner Epoche in seinem vielschichtigen Roman verarbeitet.
Auffällig ist der Gegensatz zwischen der Friedenssehnsucht des Helden – sie wird schon in der Bildunterschrift des Titelkupfers angesprochen und bildet ein Leitmotiv des ganzen Romans – und dem blutigen Soldatenleben und wilden Abenteurertum, in das Simplex entweder durch äußeres Verhängnis oder durch eigenes Zutun gerät. Zwischen Grimmelshausen und seiner Hauptfigur gibt es nachweisbar einige biografische Parallelen, aber keine völlige Übereinstimmung. Selbst eindringliche Kampfszenen lassen sich oft als Lesefrüchte des Autors auf ihre literarischen Quellen zurückführen. Gelehrte Exkurse und derbkomische Szenen, Belehrung und Unterhaltung wechseln einander ab, im jeweils dazu passenden Sprachgestus. Häufig werden bittere Wahrheiten in kurzweilig satirischer Form präsentiert. Nicht zuletzt aber ist der Roman ein allegorischer, der gemäß einer noch im 17. Jahrhundert weit verbreiteten Erzählweise „hinter“ bzw. „über“ der Vordergrundhandlung weitere, mehr oder weniger schwer zu erschließende Sinn-Ebenen enthält.

### Der Simplicianische Zyklus

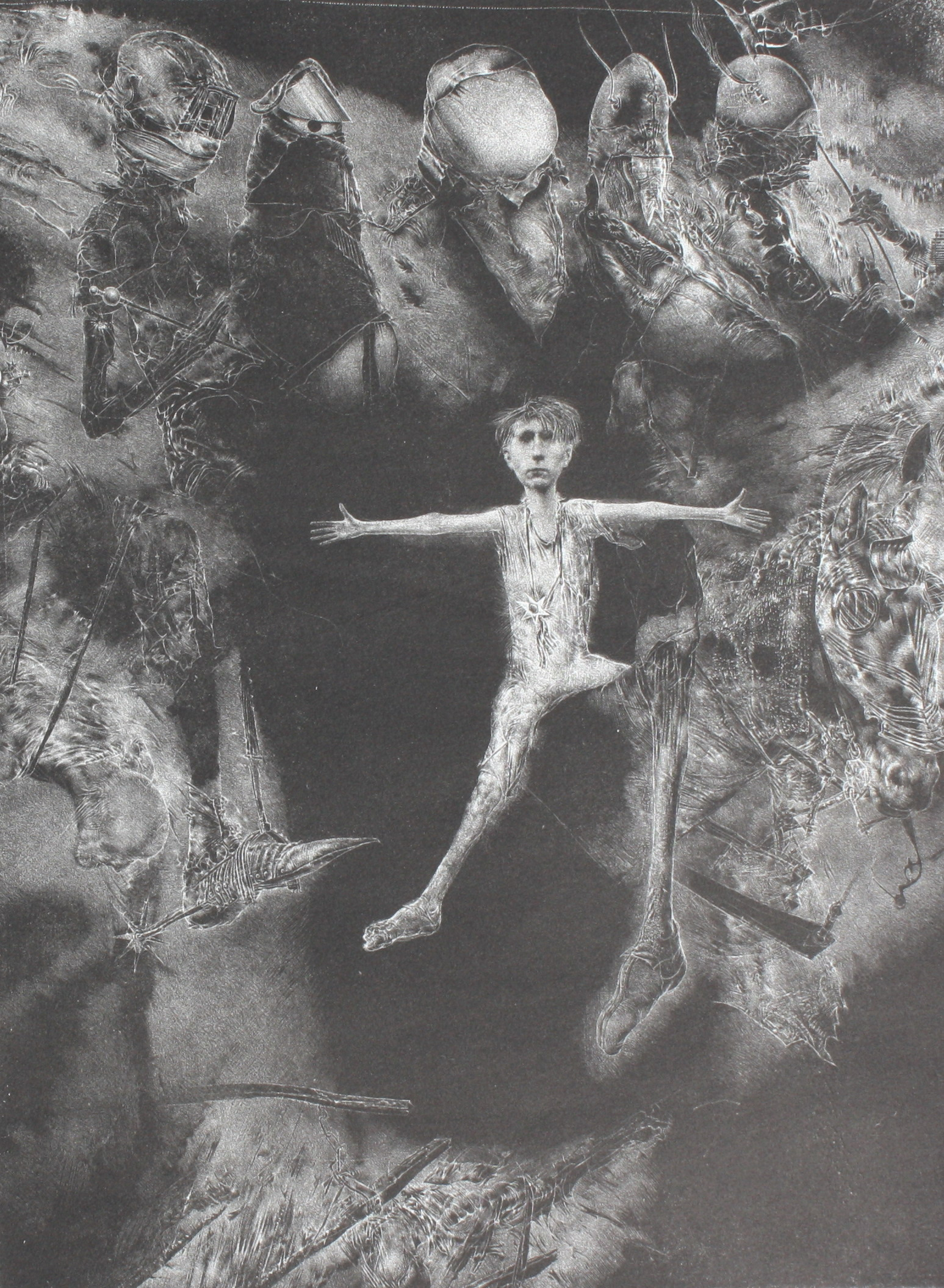
Rolf Münzner: Der Knabe und die Macht (1991). Lithographie zu Simplicius Simplicissimus.

Nach den Ausgaben des „Simplicissimus Teutsch“ im Barock folgten neue, sorgfältig auf das Original bezogene Ausgaben erst wieder im 19. Jahrhundert:
- Adelbert von Keller herausgegeben für den Literarischen Verein in Stuttgart, zwei Teile in vier Bänden, 1854 und 1862.
- Heinrich Kurz: Simplicianische Schriften. Leipzig, 1863–64 (mit literarischen Einleitungen und Anmerkungen)
- Julius Tittmann: Simplicianische Schriften. zwei Bände; Leipzig, 1874 und 2. Aufl. 1877.
- Rudolf Kögel: Neudruck, Halle 1880.
- Umarbeitungen erschienen von E. von Bülow (Leipzig 1836, nur die fünf ersten Bücher umfassend), Lauckhard (das. 1876) und E. H. Meyer (Brem. 1876).

Die erste Ausgabe des Simplicissimus Teutsch enthielt nur die Bücher eins bis fünf, seit 1669 gehört dazu beständig als sechstes Buch eine Fortsetzung (Continuatio). Bis 1675 folgten vier weitere Bücher, in denen Episoden aus dem Leben des Simplicissimus kommentiert, korrigiert oder in ein anderes Licht gesetzt werden. Unbekannt ist, ob Grimmelshausen diese Werke von vornherein als Zyklus geplant hatte. Zumindest nachträglich verstand er sie so und erklärte dazu in der Vorrede zum zehnten und letzten Buch, dass „alles von diesen Simplicianischen Schriften aneinander hängt / und weder der gantze Simplicissimus, noch eines [der Teile] allein ohne solche Zusammenfügung genugsam verstanden werden mag.“
Der Simplicianische Zyklus besteht aus folgenden Werken:
- Bücher 1–5: Der abentheuerliche Simplicissimus Teutsch / Das ist: Die Beschreibung deß Lebens eines seltzamen Vaganten / genant Melchior Sternfels von Fuchshaim / wo und welcher gestalt Er nemlich in diese Welt kommen / was er darinn gesehen / gelernet / erfahren und außgestanden / auch warumb er solche wieder freywillig quittirt. Überauß lustig / und männiglich nutzlich zu lesen. An Tag geben von German Schleifheim von Sulsfort. Monpelgart / Gedruckt bey Johann Filion / Jm Jahr MDCLXIX. [Druck und Verlag: Johann Jonathan Felßecker, Nürnberg. Drei weitere Gesamtausgaben: 1683/84; 1685/99 und 1713 jeweils in drei Bänden (verschleiernd war auf dem Titelblatt Mömpelgard als Erscheinungsort angegeben).] (Digitalisat und Volltext im Deutschen Textarchiv)
- Buch 6: Continuatio des Abentheuerlichen Simplicissimi oder Der Schluss desselben. Durch German Schleifheim von Sulsfort. Mompelgart / Bey Johann Fillion / 1669 (Digitalisat und Volltext im Deutschen Textarchiv)
- Buch 7: Trutz Simplex oder Ausführliche und wunderseltzame Lebensbeschreibung der Ertzbetrügerin und Landstörtzerin Courasche […] Von der Courasche eigener Person dem weit und breitbekannten Simplicissimo zum Verdruß und Widerwillen / dem Autori in die Feder dictirt, der sich vor dißmal nennet Philarchus Grossus von Trommenheim / auf Griffsberg /etc. / Gedruckt in Utopia / bei Felix Stratiot [1670 in Nürnberg bei Felix Stratiot alias Eberhard Felßecker] (Digitalisat und Volltext im Deutschen Textarchiv)
- Buch 8: Der seltzame Springinsfeld […] Verfasset und zu Papier gebracht von Philarcho Grosso von Trommenheim. Gedruckt in Paphlagonia bey Felix Stratiot. Anno 1670 (Digitalisat beim Münchener DigitalisierungsZentrum)
- Buch 9: Das wunderbarliche Vogel-Nest / der Springinsfeldischen Leyrerin […] außgefertigt durch Michael Rechulin von Sehmsdorff. Monpelgart / Gedruckt bey Johann Fillion / Jm zu Endlauffenden 1672. Jahr
- Buch 10: Deß wunderbarlichen Vogelnests zweiter Theil. An tag geben von Aceeeffghhiillmmnnoorrssstuu [Frankfurt 1675 bei Georg Andreas Dolhopff]

### Weitere Schriften
Zum Gesamtwerk Grimmelshausens gehören außerdem volkstümliche Schriften satirischen Charakters:
- Schwarz und weiß oder die Satirische Pilgerin (1666)
- Der teutsche Michel (1670)
- Das Rathstübel Plutonis (1672)
- Die verkehrte Welt (1673)
- Deß Weltberuffenen Simplicissimi Pralerey und Gepräng mit seinem Teutschen Michel (1673) (Digitalisat und Volltext im Deutschen Textarchiv)

Dazu kommen einige breit angelegte galante Kunstromane im Stil seiner Zeit:
- Des vortrefflichen keuschen Josephs in Ägypten erbauliche Lebensbeschreibung (Nürnberg 1670)
- Dietwalds und Amelindens anmutige Lieb- und Leidsbeschreibung (1670)
- Des durchlauchtigen Prinzen Proximi und seiner ohnvergleichlichen Lympidä Liebesgeschichterzählung (1672)

## Denkmäler, Museum, Literaturpreis und Ehrungen

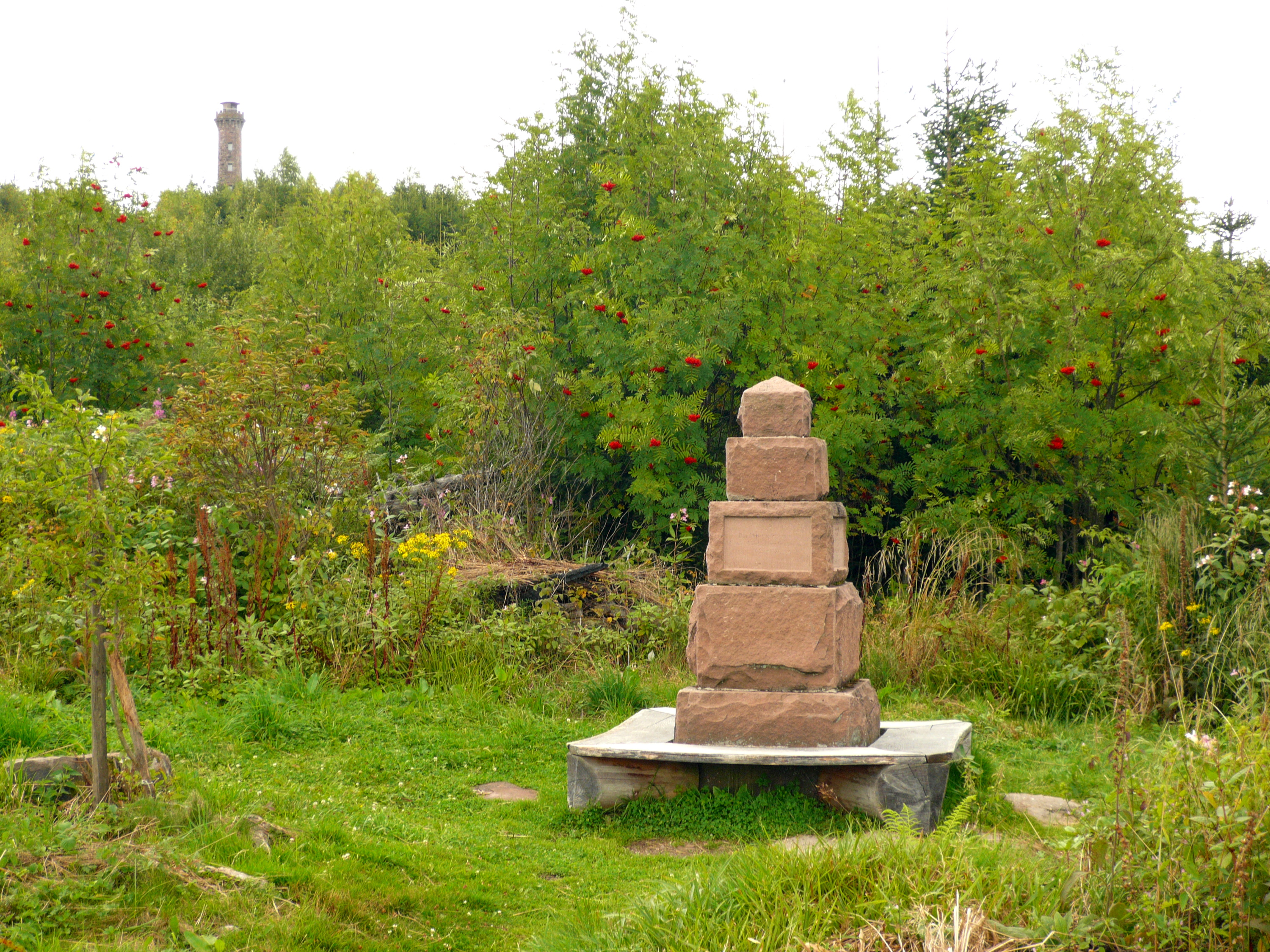
Denkstein für Grimmelshausen auf dem Mooskopf im nördlichen Schwarzwald

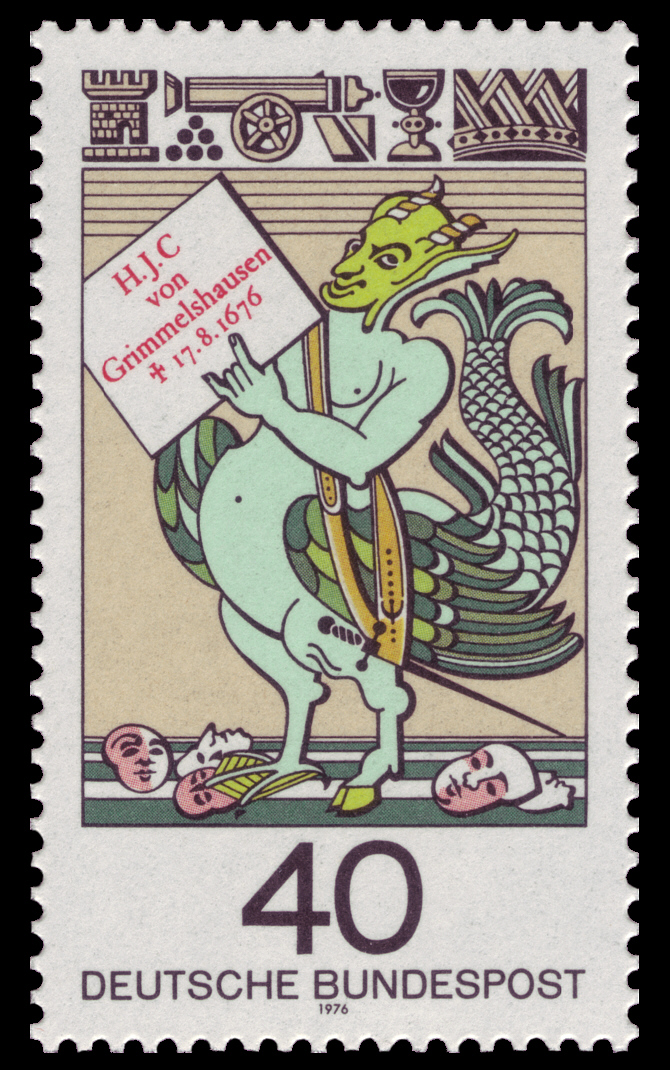
Sonderbriefmarke zum 300. Todestag

- 1879 wurde in Renchen ein Denkmal in Form eines 6,5 m hohen Obelisken aus blaurotem Sandstein errichtet. Das Denkmal steht neben der Katholischen Pfarrkirche. Ursprünglich war der Obelisk als Erinnerung an die standrechtlich erschossenen Teilnehmer der Badischen Revolution von 1849 gestiftet worden. Die Aufstellung in Rastatt und später in Offenburg hatten die badischen und preußischen Behörden aus politischen Gründen nicht genehmigt.
- Am 17. August 1976, aus Anlass des 300. Todestages, wurden in der Bundesrepublik Deutschland eine Sonderbriefmarke und eine 5 DM Gedenkmünze verausgabt.
- 1977 wurde in Münster die Grimmelshausen-Gesellschaft gegründet, die sich der Erforschung und Verbreitung seines Werks widmet und seit 1979 wissenschaftliche Tagungen ausrichtet sowie das Jahrbuch Simpliciana herausgibt.
- 1979 wurde der Grimmelshausenbrunnen vor dem Renchner Rathaus eingeweiht. Den Brunnenbau finanzierte die Firma Burda.
- Drei Schulen in Deutschland tragen den Namen des großen Dichters: Das 1660 gegründete Grimmelshausen-Gymnasium Offenburg, die Grimmelshausen-Schule in Renchen (Grund-, Haupt- und Realschule) und das 1909 gegründete Grimmelshausen-Gymnasium Gelnhausen, heute eine der größten Schulen in Hessen.
- Ein Denkmal für Grimmelshausen steht wenig südlich vom Gipfel des Mooskopfs im mittleren Schwarzwald, wo er einige Jahre lebte.
- Am Mummelsee im Nordschwarzwald, einem Handlungsort im Simplicissimus, steht seit 1980 ein Denkmal.
- Seit 1993 wird der Grimmelshausen-Preis als ein Literaturpreis alle zwei Jahre verliehen.
- 1998 wurde in Renchen das Simplicissimus-Haus eingeweiht, ein rezeptionsgeschichtliches Literaturmuseum zu Grimmelshausens Werk.

## Werkausgaben
- Werke in vier Bänden. Herausgegeben von den Nationalen Forschungs- und Gedenkstätten der klassischen deutschen Literatur in Weimar. Bibliothek Deutscher Klassiker, Aufbau-Verlag Berlin und Weimar, 3. Auflage 1972.
- Gesammelte Werke in Einzelausgaben. Kritische Ausgabe. 15 Bände. Hrsg. von Rolf Tarot unter Mitarbeit von Wolfgang Bender und Franz Günter Sieveke. Niemeyer, Tübingen 1967–1986.
- Simplicissimus Teutsch. Herausgegeben von Dieter Breuer. Deutscher Klassiker Verlag, Frankfurt a. M. 2005, ISBN 978-3-618-68002-4.
- Courasche / Springinsfeld / Wunderbarliches Vogelnest I und II / Rathstübel Plutonis. Herausgegeben von Dieter Breuer. Deutscher Klassiker Verlag, Frankfurt a. M. 2007, ISBN 978-3-618-68021-5.

### Übersetzungen ins heutige Deutsch
- Der abenteuerliche Simplicissimus Deutsch. Aus dem Deutschen des 17. Jahrhunderts und mit einem Nachwort von Reinhard Kaiser. Die Andere Bibliothek im Eichborn Verlag, Frankfurt am Main 2009, ISBN 978-3-8218-4769-6.
- Lebensbeschreibung der Erzbetrügerin und Landstörzerin Courage / Der seltsame Springinsfeld. Aus dem Deutschen des 17. Jahrhunderts und mit einem Nachwort von Reinhard Kaiser. Die Andere Bibliothek im Eichborn Verlag, Frankfurt am Main 2010, ISBN 978-3-8218-6233-0.
- Das wunderbarliche Vogelnest. Erster und zweiter Teil. Abenteuer zweier Unsichtbarer. Aus dem Deutschen des 17. Jahrhunderts und mit einem Nachwort von Reinhard Kaiser. Die Andere Bibliothek, Berlin 2012, ISBN 978-3-8477-0328-0.
- Keuscher Joseph. Übertragen aus dem Deutschen des 17. Jahrhunderts und mit einem Nachwort versehen von Reinhard Kaiser. Kometen der Anderen Bibliothek, Berlin 2014, ISBN 978-3-8477-3007-1.

## Hörbuch
- Lebensbeschreibung der Erzbetrügerin und Landstörzerin Courage / Der seltsame Springinsfeld (Ausschnitt) gelesen von Barbara Nüsse und Reinhart von Stolzmann, Eichborn AG 2010, ISBN 978-3-8218-6348-1, Hörfunkproduktion des Hessischen Rundfunks Frankfurt am Main 2010, 4 CDs.

## Als Übersetzer
- Francis Godwin: Der fliegende Wandersmann nach dem Mond. Aus dem Engl. ins Franz. von Jean Baudoin 1654; aus dem Franz. von HJCG. Wolfenbüttel 1659 2. Aufl. 1660; Reprint Herzog August Bibliothek, ebd. 1993, ISBN 3-88373-074-2 (mit 165 Seiten)
  - Auszug in: Johannes Mittenzwei, Herausgeber: Der fliegende Wandersmann nach dem Mond. In: Phantastische Weltraumgeschichten. Neues Leben, Berlin 1961, S. 7–23[7]

## Literatur

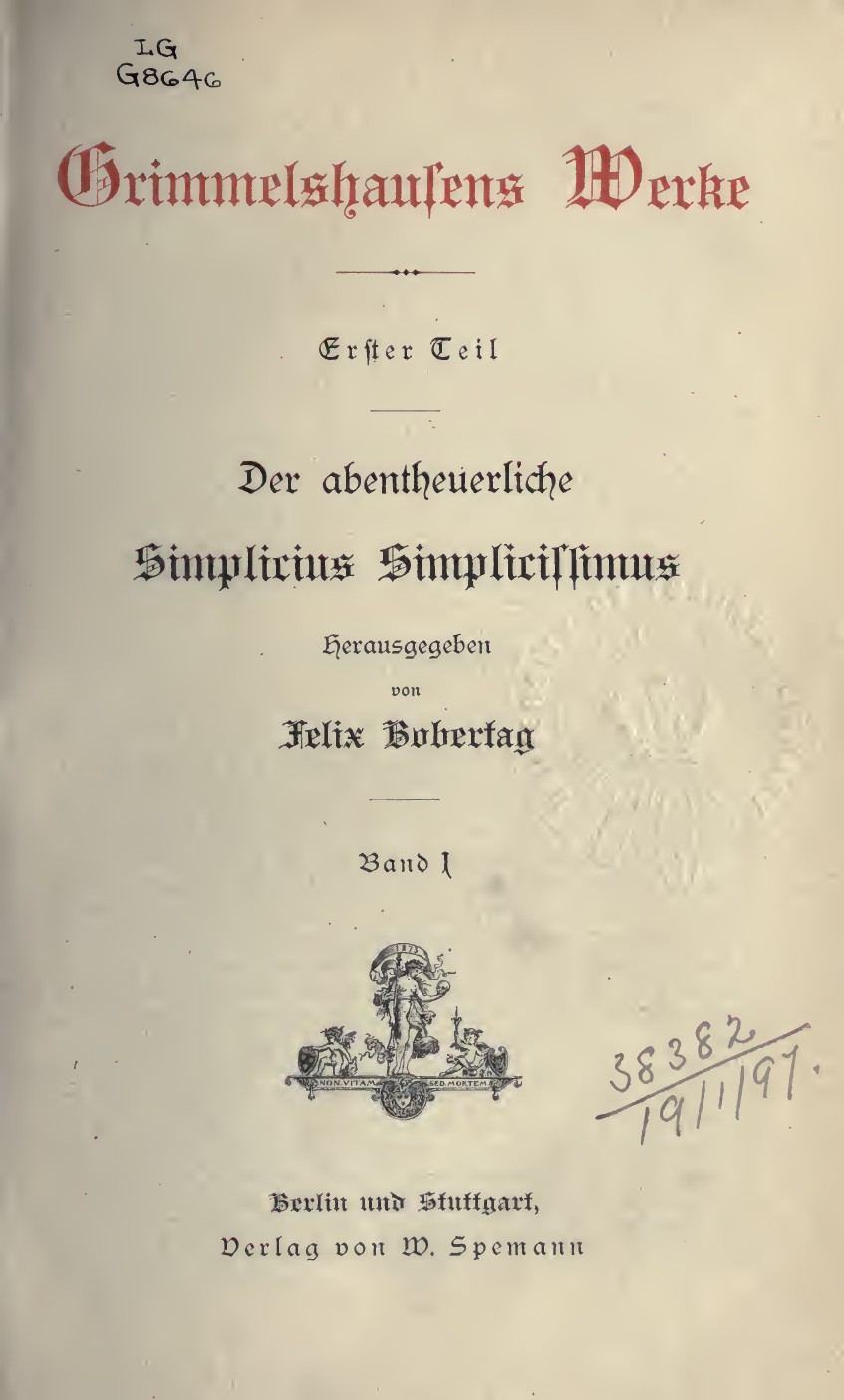
Abenteuerliche Simplicissimus. 1

### Monografien
- Artur Bechtold: Grimmelshausen und seine Zeit. München, 1919: online bei archive.org.
- Jörg Jochen Berns: Die „Zusammenfügung“ der Simplicianischen Schriften. Bemerkungen zum Zyklusproblem. In: Simpliciana X (1998), S. 301–325.
- Heiner Boehncke, Hans Sarkowicz: Grimmelshausen. Lesen und Schreiben. Vom Musketier zum Weltautor. Biografie. Eichborn (Die Andere Bibliothek), Frankfurt a. M. 2011, ISBN 978-3-8218-6127-2.
- Dieter Breuer: Grimmelshausen-Handbuch. Fink, München 1999, ISBN 978-3-8252-8182-3.
- Misia Sophia Doms: „Alkühmisten“ und „Decoctores“. Grimmelshausen und die Medizin seiner Zeit. Lang, Bern u. a. 2006, ISBN 3-03910-949-9.
- Gerhard Dünnhaupt: Hans Jacob Christoph von Grimmelshausen. In: Personalbibliographien zu den Drucken des Barock. Bd. 3. Hiersemann, Stuttgart 1991, ISBN 3-7772-9105-6, S. 1825–1851.
- Peter Heßelmann (Hrsg.): Grimmelshausen und Simplicissimus in Westfalen. Lang, Bern u. a. 2006, ISBN 3-03910-991-X
- Lars Kaminski: Vita Simplicii. Einsiedlerleben und Antoniusverehrung bei Grimmelshausen. Peter Lang, Frankfurt am Main [u. a.] 2010, ISBN 978-3-631-60861-6.
- Ingo Kober: Geschlechterbeziehungen im Simplicianischen Zyklus. Eine gender-orientierte Untersuchung. GRIN Verlag, München 2017, ISBN 978-3-668-51892-6.
- Karl Friedrich Gustav Könnecke: Quellen und Forschungen zur Lebensgeschichte Grimmelshausens. Zwei Bände; Gesellschaft der Bibliophilen, Weimar 1926.
- Volker Meid: Grimmelshausen. Leben, Werk, Wirkung. Reclam, Stuttgart 2011, ISBN 978-3-15-017682-5.
- Torsten Menkhaus: „O große Liebe gegen uns undankbare Menschen!“ Aspekte der Selbstfindung und Menschwerdung in Grimmelshausens Simplicissimus Teutsch und in der Continuatio. Tectum, Marburg 2011, ISBN 978-3-8288-2656-4.
- Günther Weydt: Hans Jacob Christoffel von Grimmelshausen. Metzler, Stuttgart 1971, ISBN 3-476-10099-5.

### Lexika
- Peter Hesselmann: Grimmelshausen, Johann Jakob Christoph. In: Frühe Neuzeit in Deutschland 1620–1720. Literaturwissenschaftliches Verfasserlexikon (VL17). Hrsg. von Stefanie Arend u. a. Bd. 3. De Gruyter, Berlin 2021, ISBN 978-3-11-073123-1, Sp. 535–563.
- Adelbert von Keller: Grimmelshausen, Johann Jacob Christof von. In: Allgemeine Deutsche Biographie (ADB). Band 9, Duncker & Humblot, Leipzig 1879, S. 696–699.
- Günther Weydt: Grimmelshausen, Hans Jakob Christoph von. In: Neue Deutsche Biographie (NDB). Band 7, Duncker & Humblot, Berlin 1966, ISBN 3-428-00188-5, S. 89–92 (Digitalisat).

### Periodika
- Simpliciana: Schriften der Grimmelshausen-Gesellschaft. Herausgegeben von der Johann Jakob Christoph von Grimmelshausen-Gesellschaft in Münster, Francke, Bern 1979–1983 ISSN 0259-6415; Reihentitel: „Beihefte“ bei Peter Lang, Bern 2005 ff. ISSN 1660-9298.